# Szwajcaria na Zimowych Igrzyskach Olimpijskich 1964
Szwajcarię na Zimowych Igrzyskach Olimpijskich 1964 reprezentowało 72 zawodników: 60 mężczyzn i dwanaście kobiet. Był to dziewiąty start reprezentacji Szwajcarii na zimowych igrzyskach olimpijskich. Był to dotychczas jedyny start na zimowych igrzyskach olimpijskich, na których reprezentanci Szwajcarii nie zdobyli żadnego medalu.

## Skład kadry

### Biathlon
Mężczyźni
| Zawodnik           | Konkurencja   | czas biegu | Kary  | Łączny czas | Pozycja |
| ------------------ | ------------- | ---------- | ----- | ----------- | ------- |
| Marcel Vogel       | Bieg na 20 km | 1:29:14,1  | 24:00 | 1:53:14,1   | 45.     |
| Erich Schönbächler | Bieg na 20 km | 1:29:59,5  | 24:00 | 1:53:59,3   | 46.     |
| Willy Junod        | Bieg na 20 km | 1:28:00,7  | 26:00 | 1:54:00,7   | 47.     |
| Peter Gerig        | Bieg na 20 km | 1:30:32,5  | 32:00 | 2:02:32,5   | 48.     |

### Biegi narciarskie
Mężczyźni
| Zawodnik                                                    | Konkurencja        | czas      | Pozycja |
| ----------------------------------------------------------- | ------------------ | --------- | ------- |
| Hans Ammann                                                 | Bieg na 15 km      | 55:44,9   | 29.     |
| Hans-Sigfrid Oberer                                         | Bieg na 15 km      | 55:47,9   | 31.     |
| Franz Kälin                                                 | Bieg na 15 km      | 55:50,3   | 32.     |
| Konrad Hischier                                             | Bieg na 15 km      | 56:42,3   | 40.     |
| Konrad Hischier                                             | Bieg na 30 km      | 1:39:43,6 | 27.     |
| Hans Ammann                                                 | Bieg na 30 km      | 1:39:55,7 | 28.     |
| Georges Dubois                                              | Bieg na 30 km      | 1:42:26,8 | 39.     |
| Alphonse Baume                                              | Bieg na 30 km      | 1:42:41,8 | 43.     |
| Alois Kälin                                                 | Bieg na 50 km      | 2:56:30,5 | 20.     |
| Alphonse Baume                                              | Bieg na 50 km      | 3:03:49,1 | 26.     |
| Franz Kälin                                                 | Bieg na 50 km      | 3:06:09,3 | 29.     |
| Georges Dubois                                              | Bieg na 50 km      | 3:07:21,8 | 31.     |
| Konrad Hischier Alois Kälin Franz Kälin Hans-Sigfrid Oberer | Sztafeta 4 × 10 km | 2:31:52,8 | 9.      |

### Bobsleje
Mężczyźni
| Osada | Zawodnik                                                  | Konkurencja | Ślizg 1 | Ślizg 2 | Ślizg 3 | Ślizg 4 | Łącznie | Pozycja |
| ----- | --------------------------------------------------------- | ----------- | ------- | ------- | ------- | ------- | ------- | ------- |
| SUI-1 | Hans Zoller Robert Zimmermann                             | Dwójki      | 1:06,97 | 1:06,20 | 1:07,60 | 1:07,38 | 4:28,15 | 10.     |
| SUI-2 | Herbert Kiesel Oskar Lory                                 | Dwójki      | 1:07,33 | 1:07,70 | 1:07,92 | 1:08,25 | 4:31,20 | 17.     |
| SUI-2 | Herbert Kiesel Bernhard Wild Hansruedi Beugger Oskar Lory | Czwórki     | 1:04,33 | 1:04,54 | 1:04,65 | 1:04,60 | 4:18,12 | 8.      |
| SUI-1 | Hans Zoller Hans Kleinpeter Fritz Lüdi Robert Zimmermann  | Czwórki     | 1:04,83 | 1:04,52 | 1:04,97 | 1:04,73 | 4:19,05 | 10.     |

### Hokej na lodzie
Reprezentacja mężczyzn
| - Franz Berry - Roger Chappot - Rolf Diethelm - Elwyn Friedrich - Gaston Furrer - Oskar Jenny - René Kiener - Pio Parolini - Kurt Pfammatter |  | - Gérard Rigolet - Max Rüegg - Walter Salzmann - Herold Truffer - Peter Wespi - Otto Wittwer - Jürg Zimmermann - Peter Stammbach |

Reprezentacja Szwajcarii w rundzie kwalifikacyjnej pokonała reprezentację Norwegii i awansowała do grupy finałowej. W grupie finałowej zajęła 8. miejsce.
| 27 stycznia 1964 | Norwegia | 1:5 | Szwajcaria | Eisstadion |

| Godzina: 20:00 |  | (0:2, 0:1, 1:2) |  |  |

### Tabela końcowa

#### Grupa finałowa
| Drużyna           | M | Mecze | Mecze | Mecze | Bramki | Bramki | Bramki | Pkt | Uwagi |
| Drużyna           | M | W     | R     | P     | +      | –      | +/-    | Pkt | Uwagi |
| ----------------- | - | ----- | ----- | ----- | ------ | ------ | ------ | --- | ----- |
| ZSRR              | 7 | 7     | 0     | 0     | 54     | 10     | +44    | 14  |       |
| Szwecja           | 7 | 5     | 0     | 2     | 47     | 16     | +31    | 10  |       |
| Czechosłowacja    | 7 | 5     | 0     | 2     | 38     | 19     | +19    | 10  |       |
| Kanada            | 7 | 5     | 0     | 2     | 32     | 17     | +15    | 10  |       |
| Stany Zjednoczone | 7 | 2     | 0     | 5     | 29     | 33     | -4     | 4   |       |
| Finlandia         | 7 | 2     | 0     | 5     | 10     | 31     | -21    | 4   |       |
| Niemcy            | 7 | 2     | 0     | 5     | 13     | 49     | -36    | 4   |       |
| Szwajcaria        | 7 | 0     | 0     | 7     | 9      | 57     | -48    | 0   |       |

Wyniki
| 29 stycznia 1964 | Kanada | 8:0 | Szwajcaria | Messehalle |

| Godzina: 17:00 |

| 30 stycznia 1964 | Finlandia | 4:0 | Szwajcaria | Eisstadion |

| Godzina: 18:00 |

| 1 lutego 1964 | ZSRR | 15:0 | Szwajcaria | Eisstadion |

| Godzina: 17:00 |

| 4 lutego 1964 | Czechosłowacja | 5:1 | Szwajcaria | Eisstadion |

| Godzina: 17:00 |

| 5 lutego 1964 | Szwecja | 12:0 | Szwajcaria | Messehalle |

| Godzina: 17:00 |

| 7 lutego 1964 | Szwajcaria | 5:6 | Niemcy | Eisstadion |

| Godzina: 10:00 |

| 8 lutego 1964 | Stany Zjednoczone | 7:3 | Szwajcaria | Eisstadion |

| Godzina: 14:00 |

### Kombinacja norweska
Mężczyźni
| Zawodnik    | Konkurencja   | Bieg narciarski | Bieg narciarski | Bieg narciarski | Skoki narciarskie | Skoki narciarskie | Skoki narciarskie | Skoki narciarskie | Skoki narciarskie | Skoki narciarskie | Skoki narciarskie | Skoki narciarskie | Łącznie | Pozycja |
| Zawodnik    | Konkurencja   | Czas biegu      | Pozycja         | Punkty          | Skok 1            | Nota              | Skok 2            | Nota              | Skok 3            | Nota              | Punkty            | Pozycja           | Łącznie | Pozycja |
| ----------- | ------------- | --------------- | --------------- | --------------- | ----------------- | ----------------- | ----------------- | ----------------- | ----------------- | ----------------- | ----------------- | ----------------- | ------- | ------- |
| Alois Kälin | Indywidualnie | 49:12,8         | 1.              | 253,33          | 67,0              | 61,7              | 59,0              | 81,6              | 54,0              | 78,3              | 159,9             | 28.               | 413,23  | 12.     |

### Łyżwiarstwo figurowe
| Zawodnik                  | Konkurencja   | Nota   | Pozycja |
| ------------------------- | ------------- | ------ | ------- |
| Franziska Schmidt         | Solistki      | 1662,8 | 23.     |
| Monika Zingg              | Solistki      | 1568,9 | 27.     |
| Markus Germann            | Soliści       | 1578,0 | 19.     |
| Peter Grütter             | Soliści       | 1517,2 | 24.     |
| Gerda Johner Rüdi Johner  | Pary sportowe | 95,4   | 6.      |
| Monique Mathys Yves Ällig | Pary sportowe | 81,5   | 17.     |

### Łyżwiarstwo szybkie
Mężczyźni
| Zawodnik           | Konkurencja   | Konkurencja   | Konkurencja    | Konkurencja    | Konkurencja    | Konkurencja    | Konkurencja      | Konkurencja      |
| Zawodnik           | Bieg na 500 m | Bieg na 500 m | Bieg na 1500 m | Bieg na 1500 m | Bieg na 5000 m | Bieg na 5000 m | Bieg na 10 000 m | Bieg na 10 000 m |
| Zawodnik           | Czas          | Miejsce       | Czas           | Miejsce        | Czas           | Miejsce        | Czas             | Miejsce          |
| ------------------ | ------------- | ------------- | -------------- | -------------- | -------------- | -------------- | ---------------- | ---------------- |
| Jean-Pierre Guéron | 44,9          | 43.           | 2:32,3         | 53.            |                |                |                  |                  |
| Ruedi Uster        |               |               | 2:23,4         | 44.            | 8:24,8         | 32.            | 17:23,4          | 29.              |
| Peter Büttner      |               |               |                |                | 8:45,5         | 40.            |                  |                  |

### Narciarstwo alpejskie
Mężczyźni
| Zawodnik           | Konkurencja | Konkurencja | Konkurencja   | Konkurencja   | Konkurencja         | Konkurencja         | Konkurencja              | Konkurencja              |
| Zawodnik           | Zjazd       | Zjazd       | Slalom gigant | Slalom gigant | Slalom specjalny    | Slalom specjalny    | Slalom specjalny         | Slalom specjalny         |
| Zawodnik           | Czas        | Pozycja     | Czas          | Pozycje       | Czas 1-go przejazdu | Czas 2-go przejazdu | Czas łączny              | Pozycja                  |
| ------------------ | ----------- | ----------- | ------------- | ------------- | ------------------- | ------------------- | ------------------------ | ------------------------ |
| Josef Minsch       | 2:19,54     | 4.          | 1:50,61       | 9.            | 1:15,07             | Dyskwalifikacja     | Nie ukończył konkurencji | Nie ukończył konkurencji |
| Willy Favre        | 2:20,23     | 8.          | 1:48,69       | 4.            | 1:13,63             | 1:04,59             | 2:18,22                  | 14.                      |
| Dumeng Giovanoli   | 2:21,16     | 13.         |               |               |                     |                     |                          |                          |
| Georg Grünenfelder | 2:22,69     | 18.         |               |               |                     |                     |                          |                          |
| Beat von Allmen    |             |             | 1:54,05       | 14.           |                     |                     |                          |                          |
| Edmund Bruggmann   |             |             | 1:55,30       | 19.           |                     |                     |                          |                          |
| Stefan Kälin       |             |             |               |               | 1:13,92             | 1:02,12             | 2:16,04                  | 10.                      |
| Adolf Mathis       |             |             |               |               | 1:10,77             | 1:02,22             | 2:12,99                  | 6.                       |

Kobiety
| Zawodniczka       | Konkurencja | Konkurencja | Konkurencja   | Konkurencja   | Konkurencja             | Konkurencja               | Konkurencja               | Konkurencja               |
| Zawodniczka       | Zjazd       | Zjazd       | Slalom gigant | Slalom gigant | Slalom specjalny        | Slalom specjalny          | Slalom specjalny          | Slalom specjalny          |
| Zawodniczka       | Czas        | Pozycja     | Czas          | Pozycja       | Czas 1-go przejazdu     | Czas 2-go przejazdu       | Czas łączny               | Pozycja                   |
| ----------------- | ----------- | ----------- | ------------- | ------------- | ----------------------- | ------------------------- | ------------------------- | ------------------------- |
| Heidi Obrecht     | 2:02,23     | 17.         |               |               | 47,37                   | 51,96                     | 1:39,33                   | 14.                       |
| Theres Obrecht    | 2:02,41     | 19.         | 1:54,91       | 11.           | 1:02,56                 | 51,53                     | 1:54,09                   | 25.                       |
| Ruth Adolf        | 2:02,59     | 20.         | 1:55,83       | 12.           |                         |                           |                           |                           |
| Fernande Bochatay |             |             | 1:54,59       | 9.            | Nie ukończyła przejazdu | Nie ukończyła konkurencji | Nie ukończyła konkurencji | Nie ukończyła konkurencji |
| Françoise Gay     |             |             | 1:57,21       | 15.           | 45,78                   | 53,22                     | 1:39,00                   | 13.                       |

### Saneczkarstwo
Mężczyźni
| Zawodnik                    | Konkurencja | Ślizg 1 | Ślizg 2 | Łącznie | Pozycja |
| --------------------------- | ----------- | ------- | ------- | ------- | ------- |
| Beat Häsler Arnold Gartmann | Dwójki      | 53,78   | 53,31   | 1:47,09 | 9.      |
| Emil Egli Hansruedi Roth    | Dwójki      | 54,88   | 55,20   | 1:50,08 | 11.     |

Kobiety
| Zawodnik         | Konkurencja | Ślizg 1                   | Ślizg 2                   | Ślizg 3                   | Ślizg 4                   | Łącznie                   | Pozycja                   |
| ---------------- | ----------- | ------------------------- | ------------------------- | ------------------------- | ------------------------- | ------------------------- | ------------------------- |
| Ursula Amstein   | Jedynki     | 54,25                     | 56,58                     | 55,90                     | 56,08                     | 3:41,81                   | 11.                       |
| Elisabeth Nagele | Jedynki     | 55,28                     | 55,10                     | 57,61                     | 55,30                     | 3:43,29                   | 12.                       |
| Monika Lücker    | Jedynki     | Nie ukończyła konkurencji | Nie ukończyła konkurencji | Nie ukończyła konkurencji | Nie ukończyła konkurencji | Nie ukończyła konkurencji | Nie ukończyła konkurencji |

### Skoki narciarskie
Mężczyźni
| Konkurencja       | Skoczek          | Skok 1    | Skok 1 | Skok 2    | Skok 2 | Skok 3    | Skok 3 | Nota  | Pozycja |
| Konkurencja       | Skoczek          | odległość | Nota   | odległość | Nota   | odległość | Nota   | Nota  | Pozycja |
| ----------------- | ---------------- | --------- | ------ | --------- | ------ | --------- | ------ | ----- | ------- |
| Skocznia normalna | Heribert Schmid  | 76,5      | 99,70  | 71,5      | 92,70  | 74,0      | 100,4  | 200,1 | 25.     |
| Skocznia normalna | Ueli Scheidegger | 72,0      | 89,4   | 68,5      | 87,0   | 64,0      | 76,70  | 176,4 | 48.     |
| Skocznia normalna | Sepp Zehnder     | 69,0      | 88,10  | 66,0      | 45,5   | 66,0      | 83,6   | 171,7 | 51.     |
| Skocznia duża     | Heribert Schmid  | 78,0      | 84,9   | 78,5      | 90,6   | 64,0      | 77,6   | 175,0 | 46.     |
| Skocznia duża     | Sepp Zehnder     | 80,0      | 88,9   | 73,0      | 47,9   | 68,0      | 83,4   | 172,3 | 48.     |
| Skocznia duża     | Ueli Scheidegger | 73,0      | 42,4   | 70,0      | 78,9   | 65,0      | 75,4   | 154,3 | 51.     |